# Tomasz Kiełbowicz
Tomasz Kiełbowicz (Hrubieszów, Polonia, 21 de febrero de 1976) es un futbolista polaco retirado que jugaba de defensa. Kiełbowicz fue internacional absoluto con la selección polaca en nueve ocasiones, llegando incluso a disputar un partido ante Irlanda del Norte en la ronda clasificatoria del Mundial de 2006. Su retirada se produjo el 26 de febrero de 2013, en un partido ante el Olimpia Grudziądz. Actualmente trabaja como ojeador para el Legia de Varsovia.

## Clubes
| Club              | País    | Año       |
| ----------------- | ------- | --------- |
| Unia Hrubieszów   | Polonia | 1992-1993 |
| Siarka Tarnobrzeg | Polonia | 1993-1996 |
| Raków Częstochowa | Polonia | 1997-1999 |
| Widzew Łódź       | Polonia | 1999      |
| Polonia Varsovia  | Polonia | 2000      |
| Legia de Varsovia | Polonia | 2000-2012 |

## Palmarés
Polonia Varsovia
- Ekstraklasa (1): 1999/2000
- Copa de Polonia (1): 2000/01
- Copa de la Liga de Polonia (1): 2000/01
- Supercopa de Polonia (1): 2000/01

Legia de Varsovia
- Ekstraklasa (3):  2001/02, 2005/06, 2012/13
- Copa de Polonia (3): 2007/08, 2010/11, 2011/12
- Copa de la Liga de Polonia (1): 2001/02
- Supercopa de Polonia (1): 2007/08